# Championnat VdeV

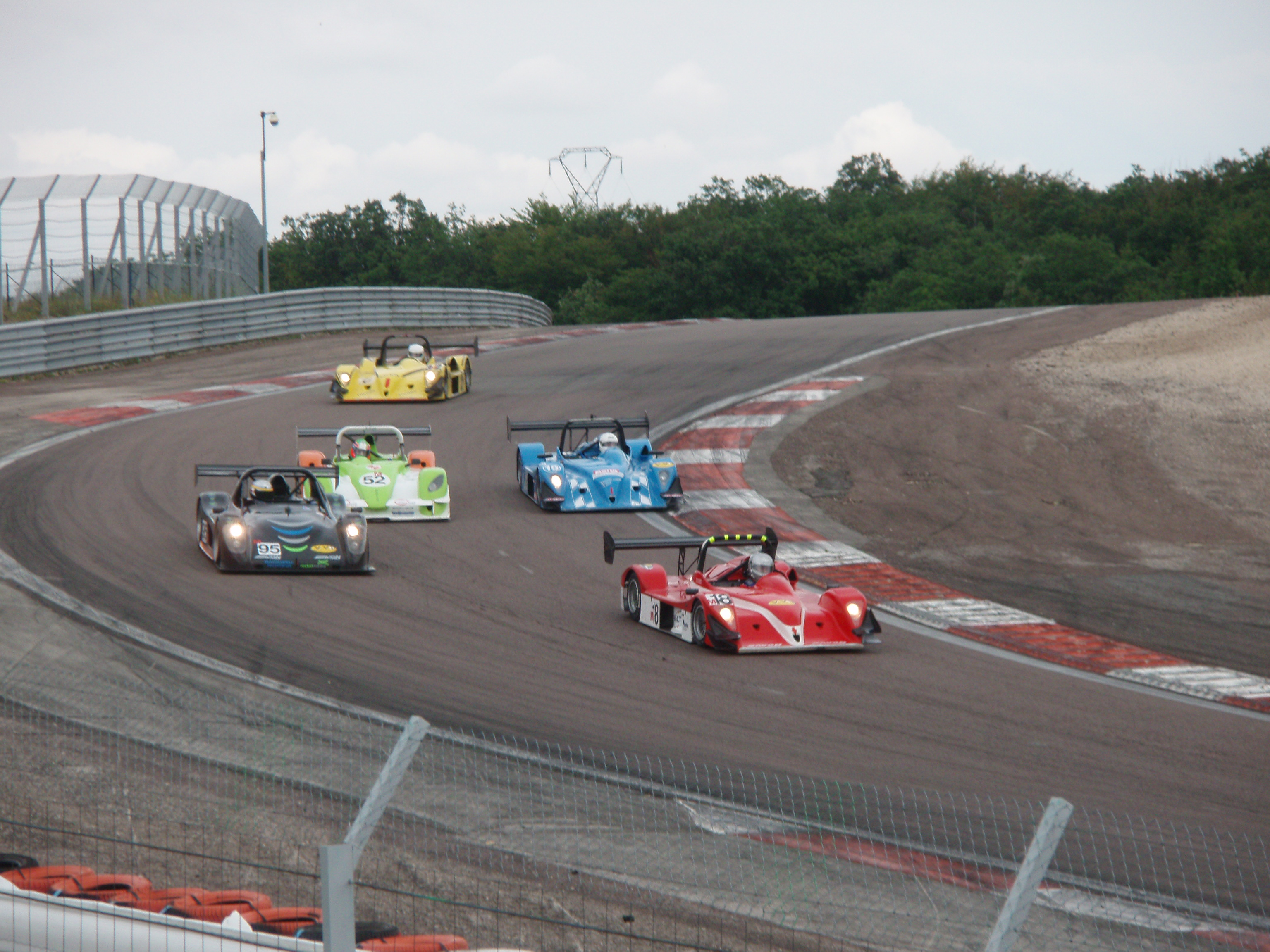
La course Protos 2 litres de Dijon-Prenois en 2007.

Le Championnat V de V est un championnat de course automobile fondé en 1992 qui regroupait plusieurs courses d'endurance et de sprint en utilisant des véhicules modernes et historiques. Depuis 2021, V de V se consacre essentiellement aux compétitions d'endurance historiques en relançant notamment les 2 Tours d'Horloge, unique course au monde de 24 heures pour Véhicules Historiques de Compétition. 
L'inventeur, promoteur et organisateur de ce championnat est le pilote et ingénieur Eric van de Vyver. L'ambiance de cette compétition est marquée par la convivialité dans le respect des règlements FFSA et FIA, ce qui permet à la fois d'y croiser des gentlemen driver et des jeunes pilotes découvrant la compétition de voitures de sport.

## Histoire
Tout d’abord mécanicien au GLAM de Velizy-Villacoublay sur les avions présidentiels dont il devient le responsable de l’entretien, Eric van de Vyver participe à ses premières courses en rallye en tant qu’amateur. Il organise ses premières épreuves sous forme associative en prenant des responsabilités au sein de l’ASAVE (Association sportive automobile des véhicules d’époque) au milieu des années 1980.
C'est en 1992, et contre l'avis général négatif[réf. nécessaire], qu'Eric van de Vyver organise la première course d'endurance VHC (véhicules historiques de compétition) de 24 heures, Les 2 Tours d'Horloge, sur le circuit du Castellet, en créant l’association V de V Racing Team. Jusqu’en 2000, il organise plusieurs courses d'endurance historique dans toute l’Europe en en créant sa propre société, V de V Organisation. Cette année, il intègre le moderne à ses épreuves en organisant la première édition des 4 000 km de Nevers Magny-Cours, une course de 24 heures. Il fait face aux difficultés de lancer une nouvelle compétition. En effet, pour cette première édition, seulement treize voitures prennent le départ dont cinq appartiennent à Eric.
Il persévère et aujourd’hui[Quand ?], huit épreuves se déroulent chaque année, dont trois à l’étranger. Le moderne est en pleine santé avec deux challenges endurance distincts, les GT/Tourisme d’un côté et les Sport-prototypes de l’autre.
En historique, la FFSA a attribué dès 2002 le label Championnat de France Endurance VHC pour les voitures produites entre 1947 et 1965 participants aux épreuves organisées par V de V. La création du Challenge Endurance VHC en parallèle permet de faire courir sur les mêmes épreuves les voitures produites jusqu’en 1979 pour les Sport-Prototypes et 1981 pour les GT.
Enfin, la création d’un plateau sprint monotype avec le Challenge Funyo et ses Sport Prototypes économiques et performants permet à V de V Sports de balayer l’ensemble des disciplines.
Faute de participants, les VdeV Series cessent en 2019 dans un contexte d'augmentation du nombre de championnats avec la création notamment des Ultimate Cup Series accueillant les mêmes clients que ceux du VdeV.

## Catégories

### Endurance VHC
Cette catégorie regroupe des véhicules historiques tels que des GT, Tourisme et Sport-prototype. Ce challenge a pris l'appellation de « Championnat de France FFSA » en 2002.

### Endurance GT/Tourisme/LMP/PFV
Cette catégorie regroupe des voitures modernes utilisées dans les divers championnats de GT et de Tourisme. Elle est complétée par des prototypes LMP3 ou des voitures spécifiques comme la Renault R.S.01 et la Foenix de Solution F.

### Endurance Proto CN
Cette catégorie regroupe des Sport-prototypes limités à 2 000 cm3 de marques Radical, Norma, Ligier, Wolf...

### Challenge Funyo VdeV
Cette catégorie est une formule mono-marque basée sur les voitures fabriquées par YO Concept. Après les Funyo 4 RC, ce sont désormais les Funyo 5 et Funyo SP05 qui participent à ce challenge.

### Challenge Monoplace VdeV
Cette catégorie regroupe des anciennes monoplaces utilisées en Formule 3, Formule Renault, Formule Ford, Formule BMW, Formule Campus...

## Galerie

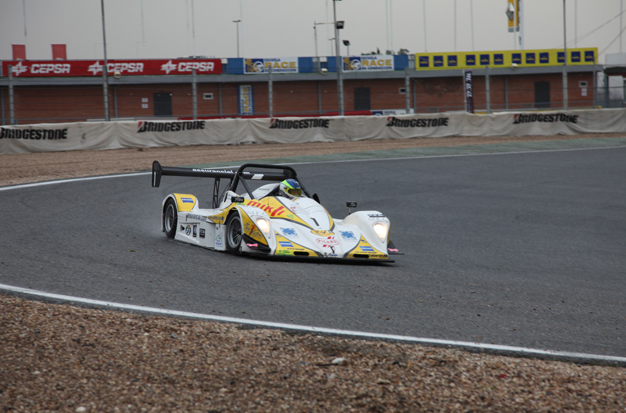
La Norma M20F du championnat VdeV 2010.
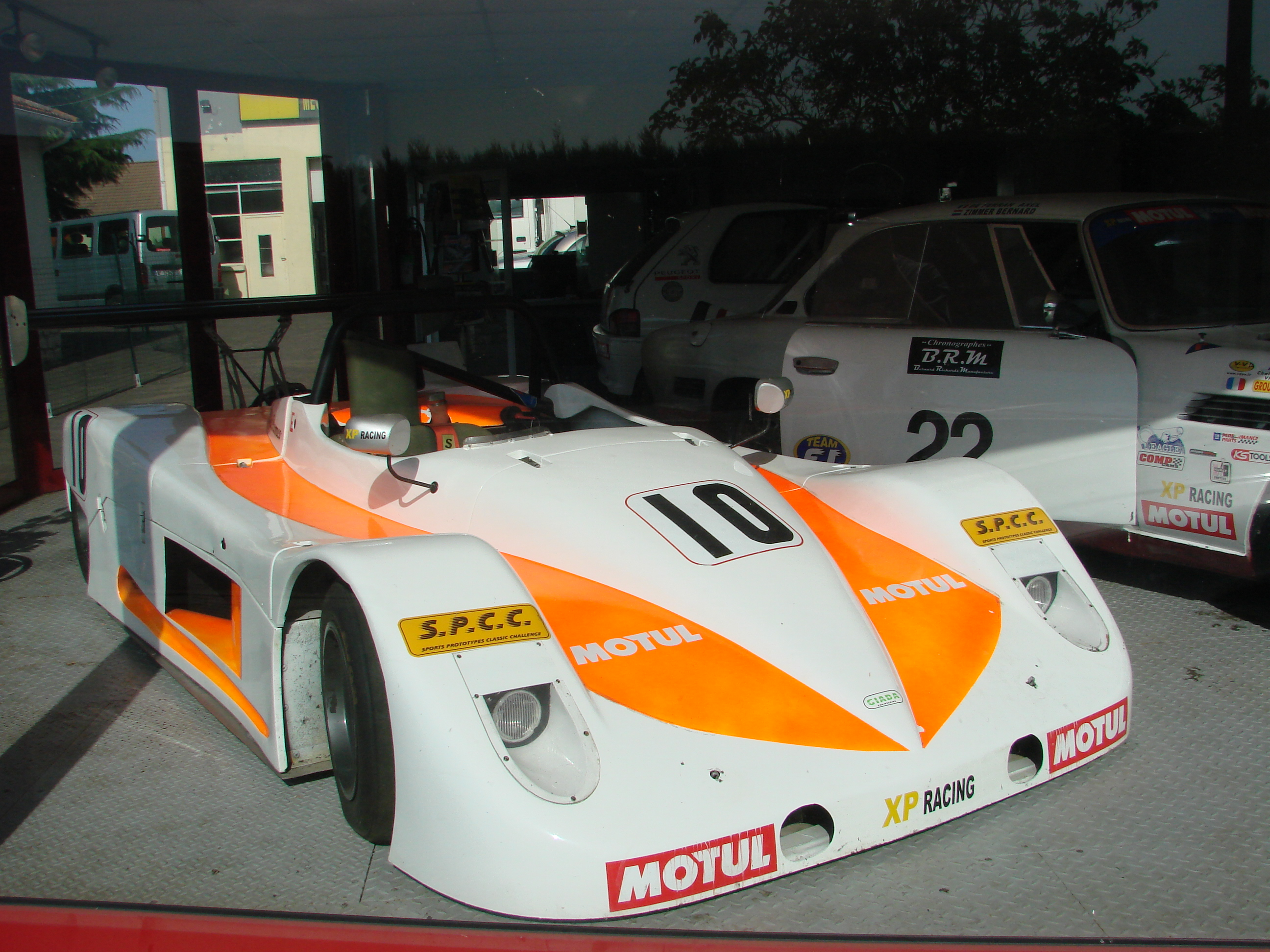
Barquette historique VdeV, moteur Alfa Romeo.
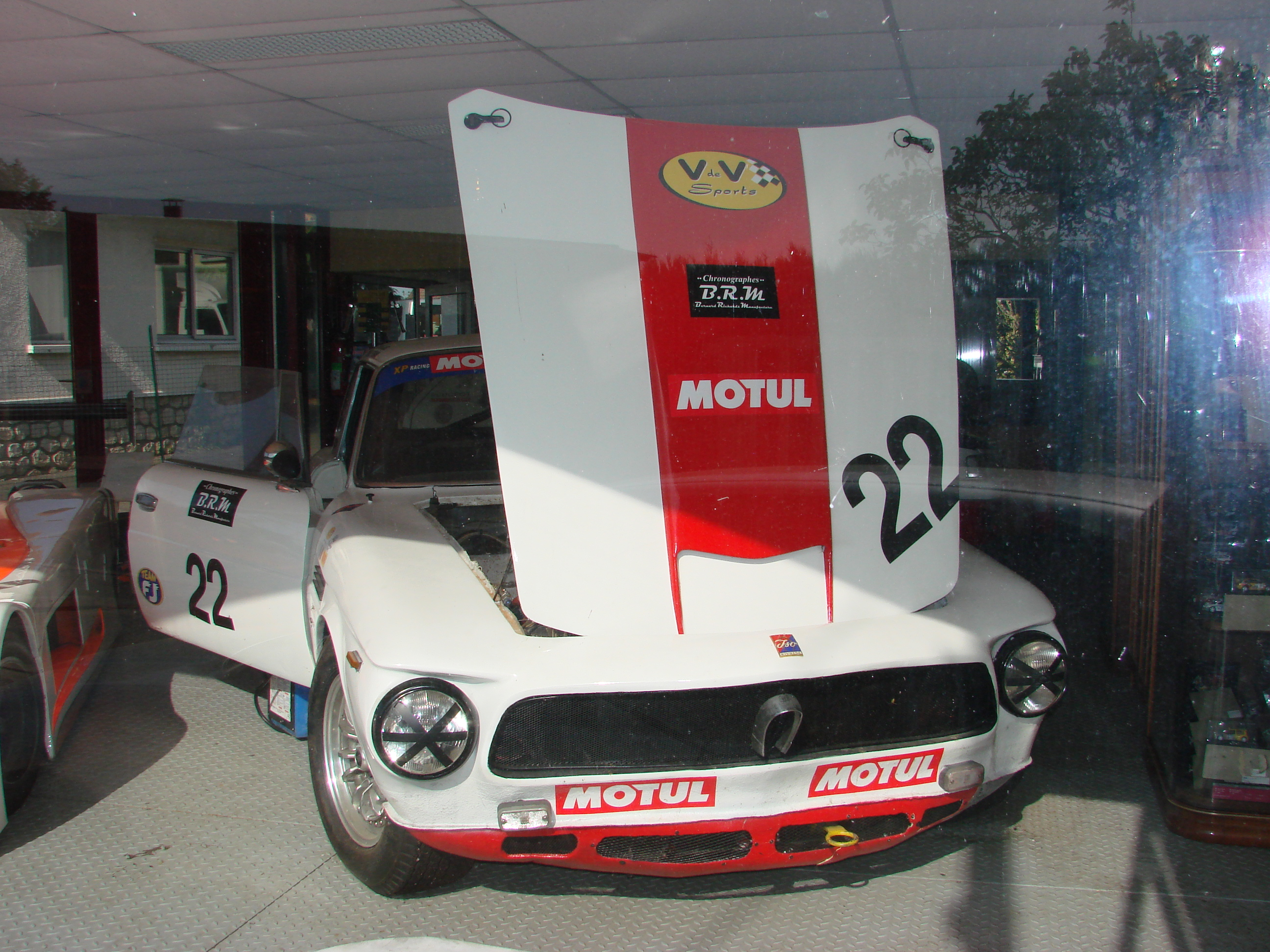
Iso Rivolta Endurance VHC VdeV.
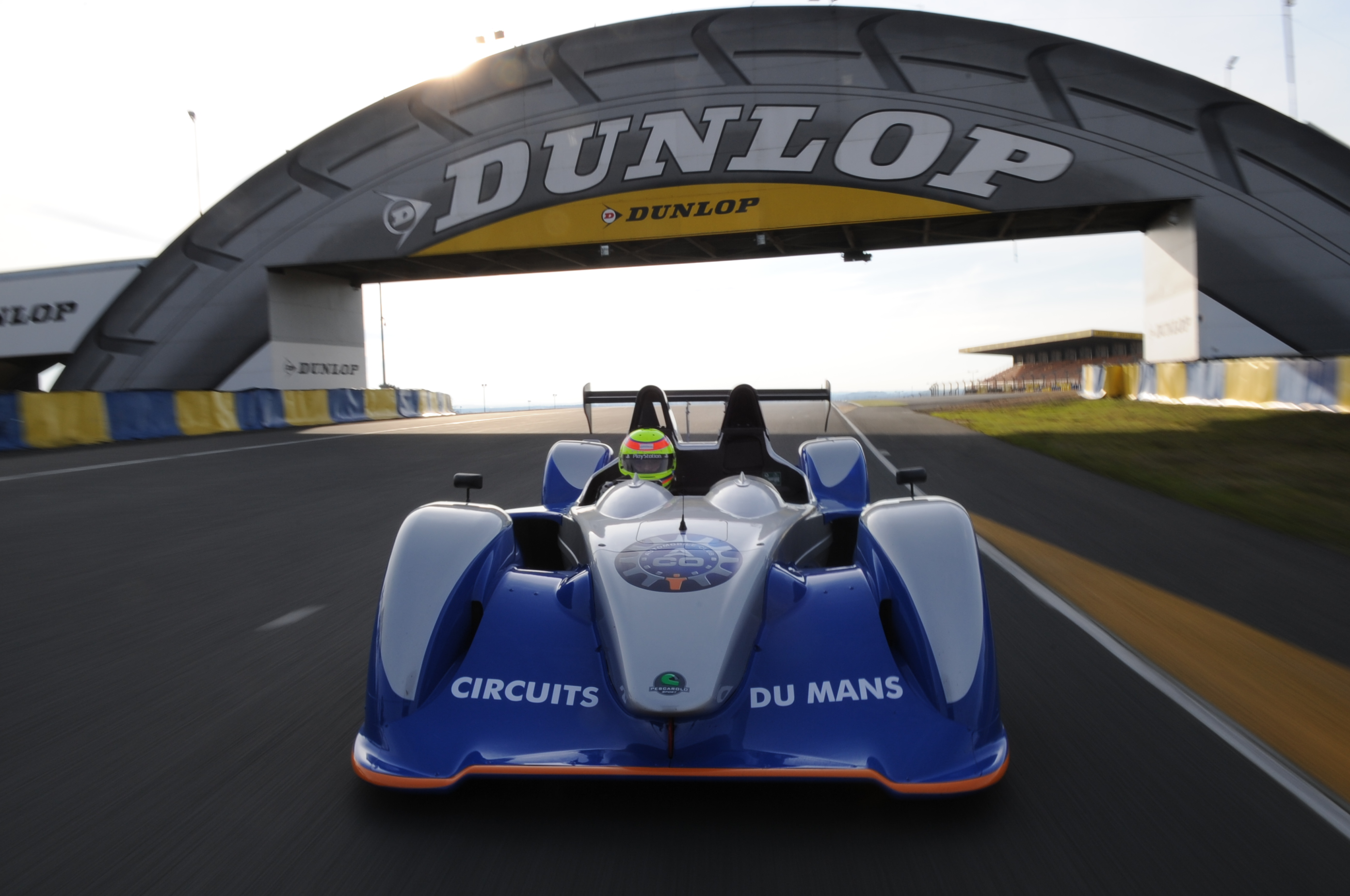
Pescarolo 02 en catégorie PFV.

## Palmarès
| Saison | Endurance VHC                      | Endurance GT/Tourisme                               | Endurance LMP3/PFV              | Endurance Proto CN                                     | Challenge Funyo VdeV   | Challenge Monoplace VdeV |
| ------ | ---------------------------------- | --------------------------------------------------- | ------------------------------- | ------------------------------------------------------ | ---------------------- | ------------------------ |
| 2007   | Miguel Langin Bernard Moreau       | Pierre Benoist Jean-Paul Pagny                      |                                 | Rob Croydon                                            |                        |                          |
| 2008   | Patrick Biehler Marc de Siebenthal | Jean-Paul Pagny                                     |                                 | Julien Schell David Caussanel                          | Jacques Fontbonne      |                          |
| 2009   | Miguel Langin Bernard Moreau       | David Loger Éric Mouez                              |                                 | Philippe Mondolot David Zollinger                      | David Monclair         |                          |
| 2010   | Miguel Langin Bernard Moreau       | Pascal Gibon Christophe Bourret                     |                                 | Philippe Mondolot David Zollinger                      | François Hériau        | Philippe Haezebrouck     |
| 2011   | Miguel Langin Bernard Moreau       | Anthony Pons                                        |                                 | Philippe Mondolot David Zollinger                      | Marc-Antoine Dannielou | Simon Gachet             |
| 2012   | Miguel Langin Bernard Moreau       | Patrice Milesi                                      |                                 | Sébastien Dhouailly Thomas Accary                      | Nicolas Cannard        | Philippe Haezebrouck     |
| 2013   | Yann Le Calvez                     | Pascal Gibon Jean-Philippe Belloc                   |                                 | Philippe Mondolot David Zollinger                      | Serge Heriau           | John Filippi             |
| 2014   | Peter Mülder Patrick Simon         | Patrice Lafargue Paul Lafargue                      |                                 | Vincent Capillaire                                     | Jean Quelet            | Daniele Cazzaniga        |
| 2015   |                                    | Jean-Paul Pagny Thierry Perrier Jean-Bernard Bouvet |                                 | Thomas Accary Kevin Bole-Besançon Jean-Ludovic Foubert | Romain Houllier        | David Droux              |
| 2016   | Alain Bazard                       | Jean-Paul Pagny Thierry Perrier Jean-Bernard Bouvet | Jakub Śmiechowski Martin Hippe  | Alain Ferté Philippe Illiano Ander Vilariño            | Romain Houllier        | Alex Peroni              |
| 2017   | Bernard Moreau                     | David Loger Éric Mouez                              | Jakub Śmiechowski Hendrik Still | Alain Ferté Philippe Illiano Ander Vilariño            | Nicolas Cannard        | Gilles Heriau            |
| 2018   | Stéphane Enout Thierry Hamon       | Jean-Paul Pagny Thierry Perrier Jean-Bernard Bouvet | Matthias Kaiser                 |                                                        | Aurélien Robineau      | Nicolás Varrone          |